# ホールツィツャ国立自然保護区
ホールツィツャ国立自然保護区（ホールツィツャこくりつしぜんほごく、ウクライナ語: Національний заповідник «Хортиця»、英語: National Reserve "Khortytsia"）は、ウクライナザポリージャにある国立自然保護区である。ドニプロ川に浮かぶホールツィツャ島を中心とし、ザポリージャ・コサックの歴史的中心地として知られる。1965年に歴史文化保護区として設立され、1993年4月6日にウクライナ閣僚会議の決議（第254号）により国立指定を受けた。保護区にはホールツィツャ島と周辺の島嶼（バイダ、ドゥボヴィー、ロスティオビン、トリ・ストヒ、セレドニャ、ブリズニュキ）およびドニプロ川右岸のヴィルヴァウロチーシチェが含まれ、総面積は2,386.86ヘクタールである。

## 歴史

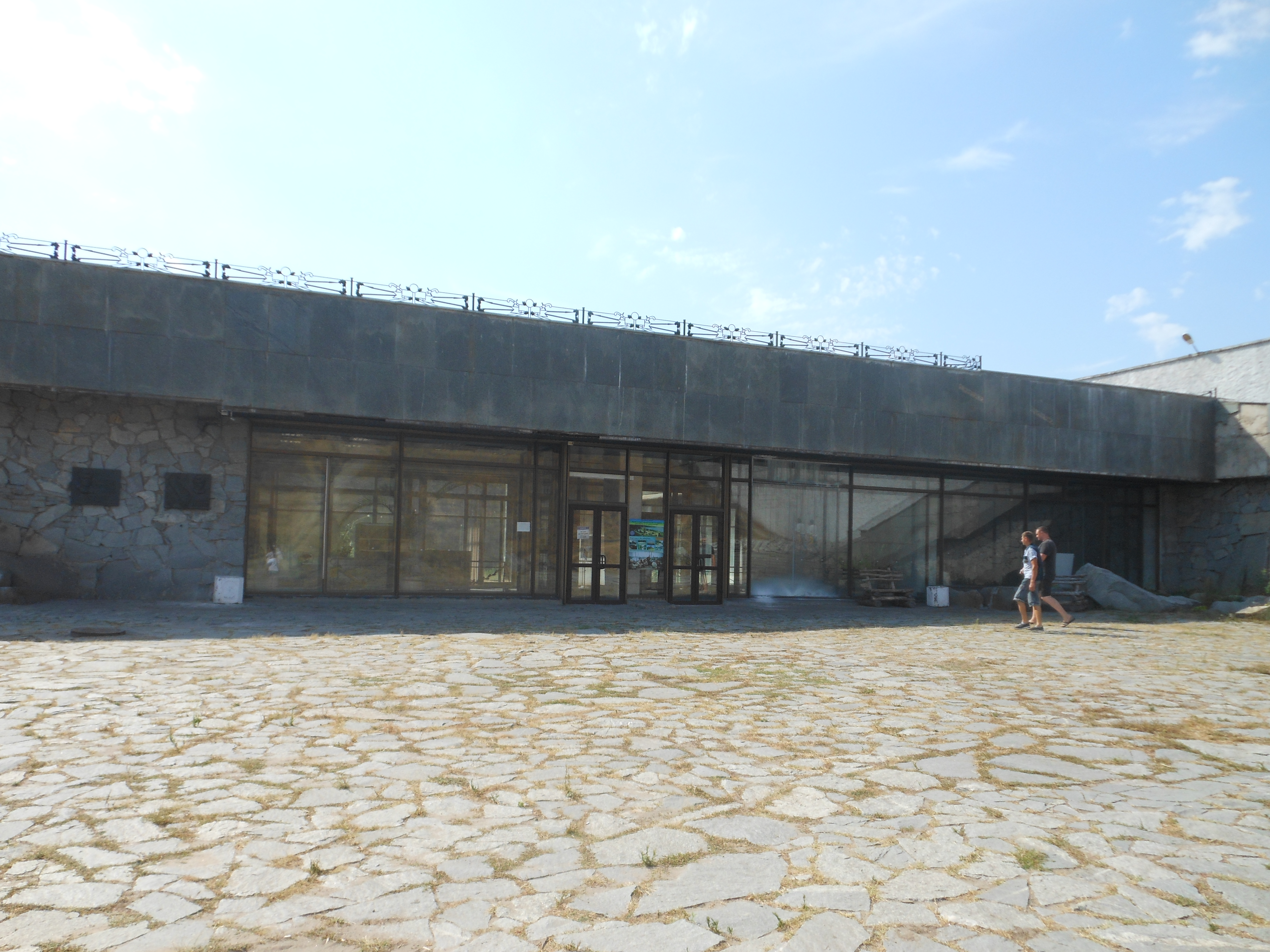
ザポリージャ・コサック歴史博物館（2016年）

ホールツィツャ島は、ウクライナ・コサックの文化的・歴史的中心地として、また自然保護の対象として長い歴史を持つ。

### 保護区の設立
1958年、ホールツィツャ島は地域レベルの自然保護区に指定され、1963年にウクライナ共和国レベルの自然保護区に昇格した。1965年8月、ウクライナ・ソビエト社会主義共和国政府副議長ペトロ・トロンコ、元共産党中央委員会書記A.スカバ、ザポリージャ州執行委員会副議長M.キツェンコらが、コサック文化の永続化を提案。1965年8月31日、ウクライナ共産党中央委員会プレジディウムはトロンコの報告を審議し、ペトロ・シェレスト第一書記の支持を得て保護区設立を決定。
1965年9月18日、ウクライナ閣僚会議の決議（第911号）により、ホールツィツャ島は「ザポリージャ・コサックの歴史に関連する記念地の永続化」に関する国有歴史文化保護区に指定された。1970年9月1日、保護区の運営を担う管理組織が設立され、歴史家のL.コストゥエンコ、T.シェウチェンコ、V.シェウチェンコらが初代スタッフとして活動を開始した。
当初の計画では、以下の施設が構想された：
- ザポリージャ・コサック歴史博物館（5つのジオラマを含む）
- 民族誌展示
- テーマパーク

しかし、ソビエト時代の政治的制約により、歴史研究は党の階級闘争論に基づく制約を受けた。ドミトロー・ヤヴォルニツキーやミハイロ・フルシェフスキーなどの歴史家の研究は参照が禁止され、保護区の活動は共産党やKGBの監視下に置かれた。

### 開発の課題
1971～1972年に駐車場、カフェ、案内所などのインフラ整備が始まったが、博物館の建設は資金不足で遅延。1971～1978年の間に割り当てられた資金（例：1976年の95,000ルーブル中66,000ルーブル使用）は十分に活用されなかった。1973年9月28日、共産党中央委員会はコサック史の永続化計画を撤回し、ザポリージャ市歴史博物館（ザポリージャ地方博物館の分館）の建設を指示。展示は社会主義の勝利や革命闘争に焦点を当てることとされた。
1979年、初代所長アルノルド・ソクルスキーが辞任し、保護区の開発は停滞。しかし、1981年にソクルスキーが復帰し、T.シェウチェンコ、L.ユヒムチュク、V.イェルマクらと共に博物館の建設を再開。1983年10月14日、博物館の第一期が開館し、ザポリージャ市歴史博物館として運営された。展示は芸術家A.ハイダマカの設計により、M.オヴェチュキンやO.トロツェンコによるジオラマが特徴的だった。1988年、コサック史をテーマとした展示が復活した。

### 国立指定
1993年4月6日、ウクライナ閣僚会議の決議（第254号）により、保護区は国立自然保護区に昇格。2005年、ホールツィツャ島の土地所有権が正式に保護区に付与された。2009年、ヘルソン州のレプブリカネツ村近くに「カミャンスカ・シーチ」分館が設立された。

## 構成

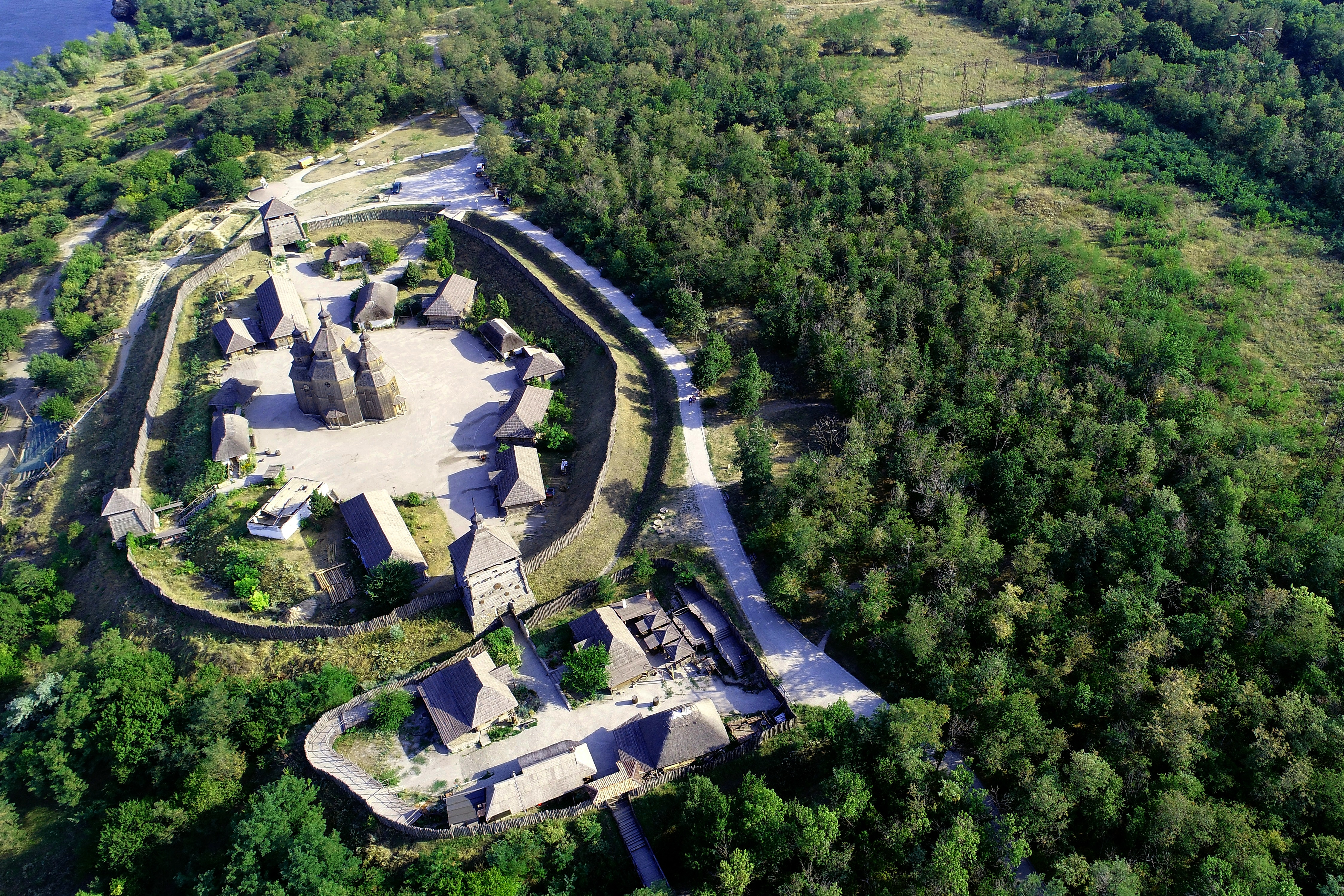
ザポリージャ・シーチの鳥瞰図（2017年）

ホールツィツャ国立自然保護区は、以下のエリアで構成される：
- **ホールツィツャ島**：ドニプロ川中流に位置し、コサックの歴史的中心地。面積は約2,359.34ヘクタール。
- **周辺島嶼と岩礁**：バイダ、ドゥボヴィー、ロスティオビン、トリ・ストヒ、セレドニャ、ブリズニュキ。
- **ヴィルヴァ・ウロチーシチェ**：ドニプロ川右岸の自然保護エリア。2023年4～5月に水没が発生[2]。

保護区は、ザポリージャ・コサック歴史博物館、歴史文化複合施設「ザポリージャ・シーチ」、考古遺跡（例：スキタイの集落、青銅器時代の聖域）を包含し、自然保護と文化遺産の保全を目的とする。

## 博物館と展示
保護区の中心施設は以下の通り：

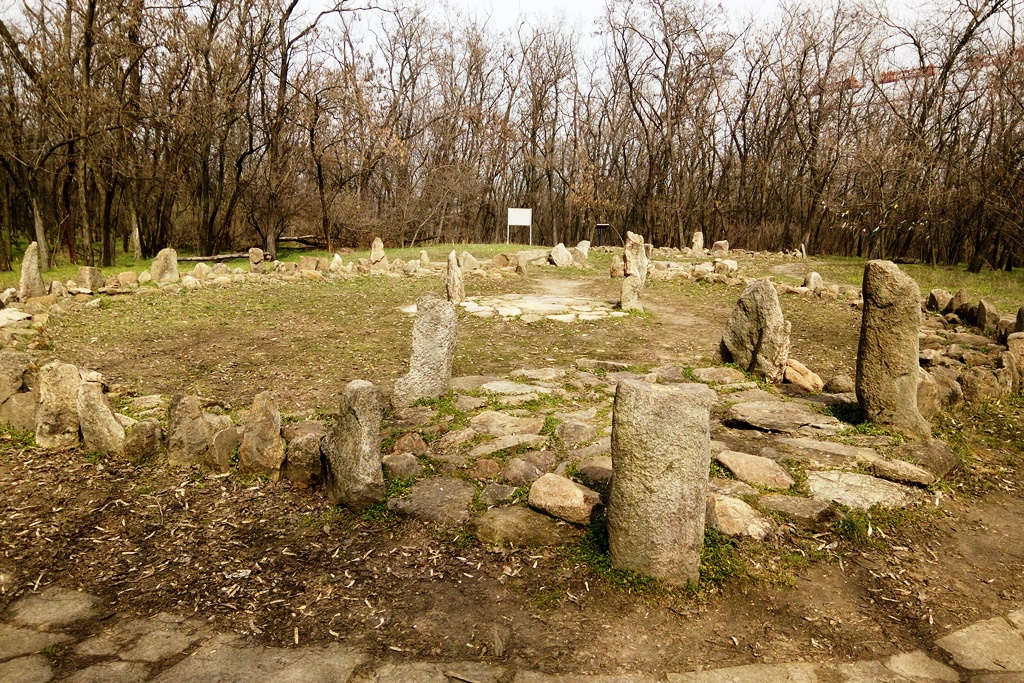
青銅器時代の聖域（復元）

- ザポリージャ・コサック歴史博物館：コサック史をテーマに、ジオラマ、武器、衣装、日常品を展示。2021年に大規模改修が完了[3]。
- ザポリージャ・シーチ：コサックの要塞を復元した野外博物館。ポクロヴァ教会や住居、工房を再現。
- 考古展示：スキタイの集落（ソヴティナ渓谷）、青銅器時代の聖域（ブラハルニャ高地）、クロムレフ（エネオリト期）を展示。

注目すべき発見には、以下のものがある：
- ビザンチン時代の錨（5～7世紀）：1974年にドニプロ川で発見。3Dモデルが公開されている[4]。
- ドゥブ製の舟（推定500年）：2023年、カホフカダム破壊後のドニプロ川浅瀬化で発見[5]。
- 18世紀の錨：2023年、アルコヴィー橋近くで発見。コサック造船所の遺物[6]。

## 現代の状況

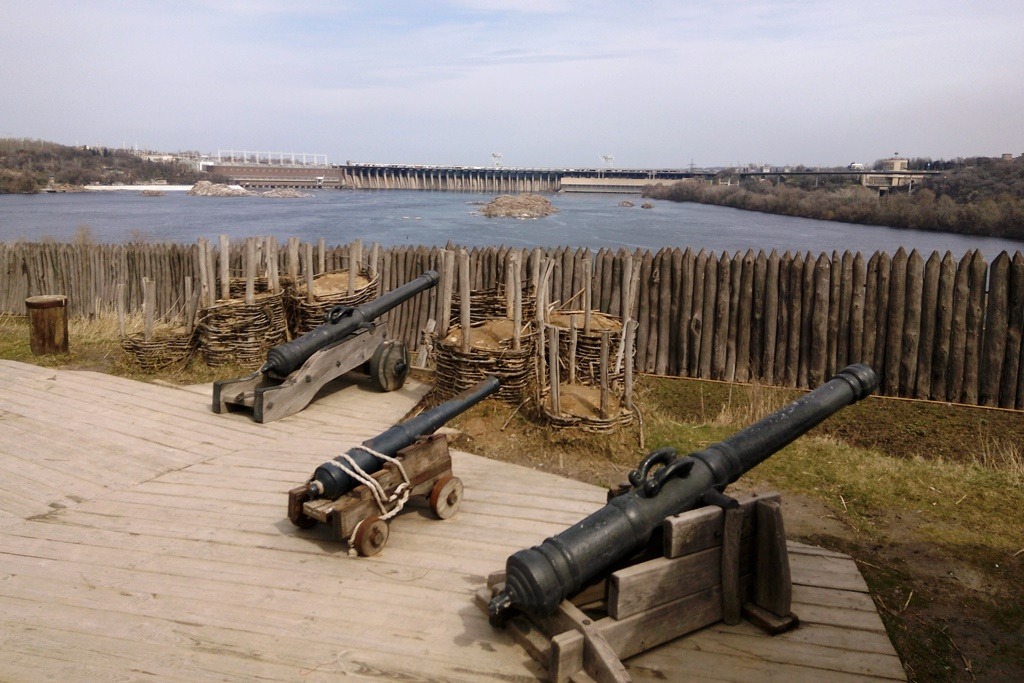
ドニエプル水力発電所を望む大砲

2021年、ウクライナ政府の「大規模建設」「大規模修復」プログラムにより、博物館の屋根と周辺施設が改修され、ザポリージャ州最高の高さの旗竿と芸術作品が設置された。レーザーショーや新たなロゴも導入された。

### ロシアのウクライナ侵攻
ロシアのウクライナ侵攻（2022年～）により、保護区は大きな影響を受けた。2023年6月、カホフカダムの破壊によるドニプロ川の浅瀬化で考古遺物が発見された一方、ヴィルヴァ・ウロチーシチェの水没が発生。2024年2月1日、ロシア軍はカミャンスカ・シーチ国立自然公園に3発の航空爆弾を投下。コサック時代の遺跡（ゴルディエンコの墓、城門、グロット）が被害を受けた。現在、観光客のアクセスは制限されている。

### 復興プロジェクト
2024年、キエフ・ペチェルシカ大修道院のイニシアチブに触発され、保護区は「ホールツィツャ再生」プロジェクトを開始。ウクライナ軍人、退役軍人、その家族の心理的リハビリを目的とし、自然とコサック文化を通じて癒しを提供する。

## 観光と課題
保護区は年間約250,000人の観光客を惹きつけるが、インフラの未整備が課題である。計画中の改善策には以下が含まれる：
- 駐車場と道路の整備
- 100室のホテル建設
- 「スキタイの道」「コサックの冬営地」などの観光ルート開発
- 情報センターと案内システムの設置

博物館の収蔵品拡充や、ザポリージャ・シーチの展示品追加も進行中である。

## ギャラリー

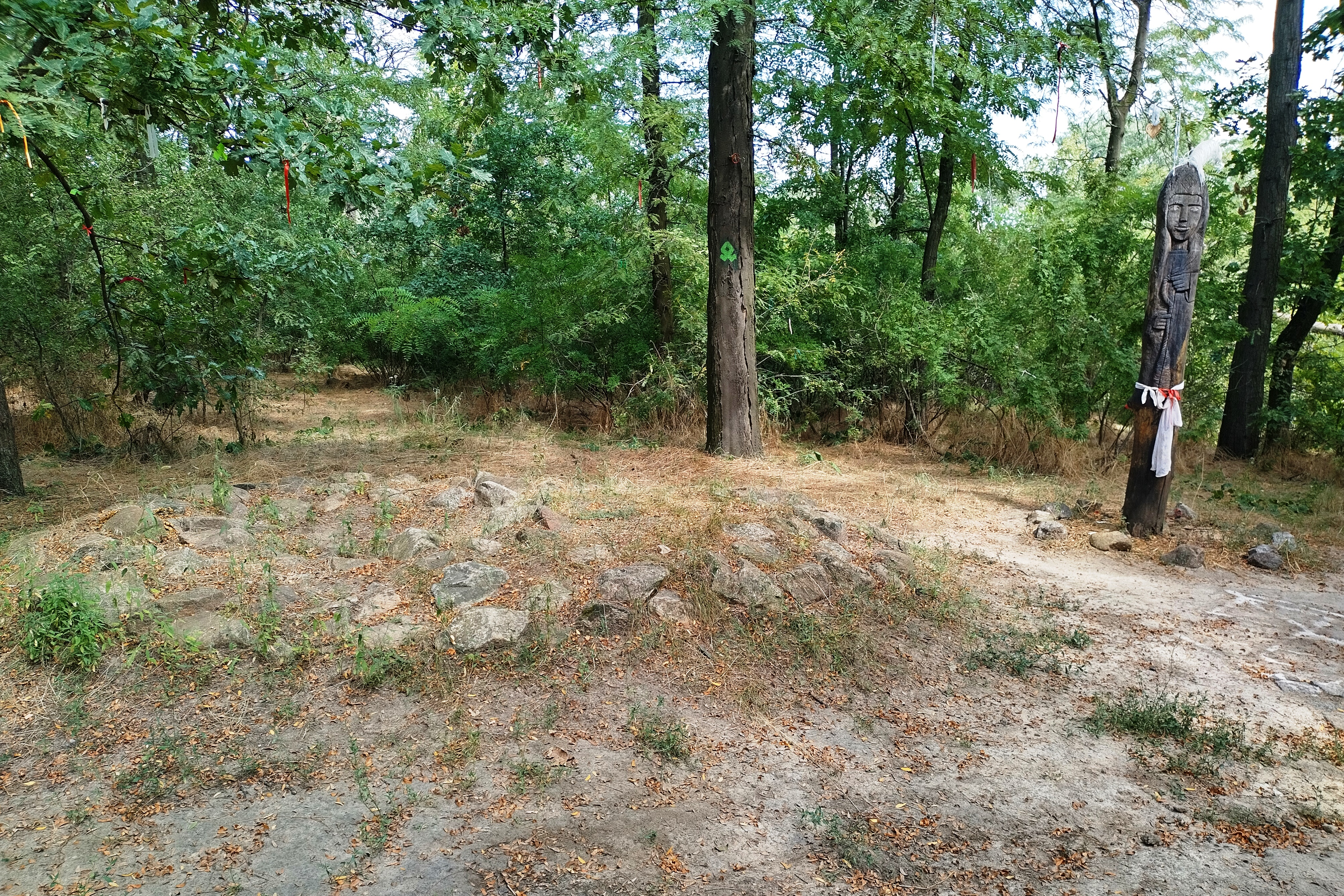
青銅器時代初期の聖域（紀元前20～15世紀、復元）
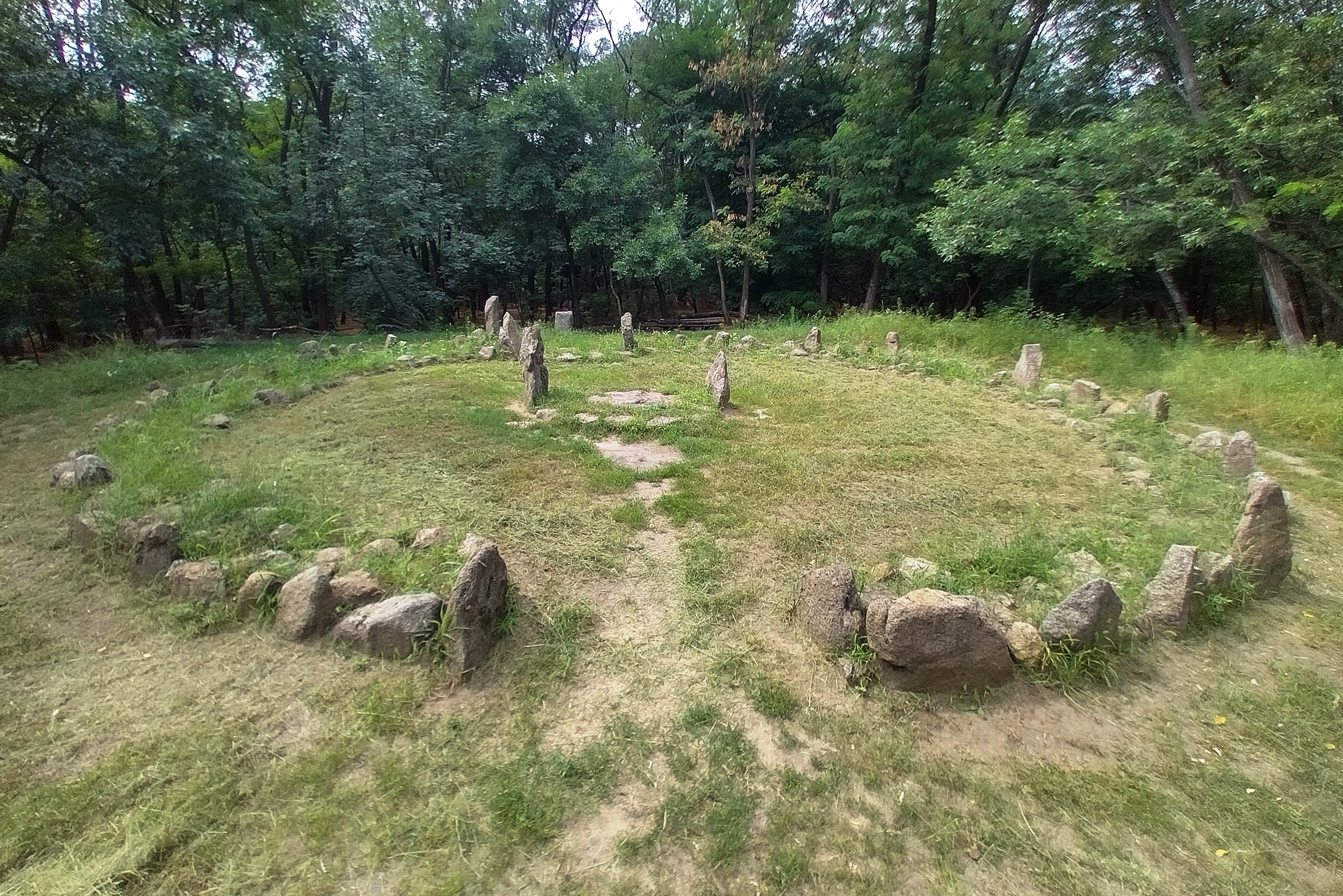
野外の古代寺院
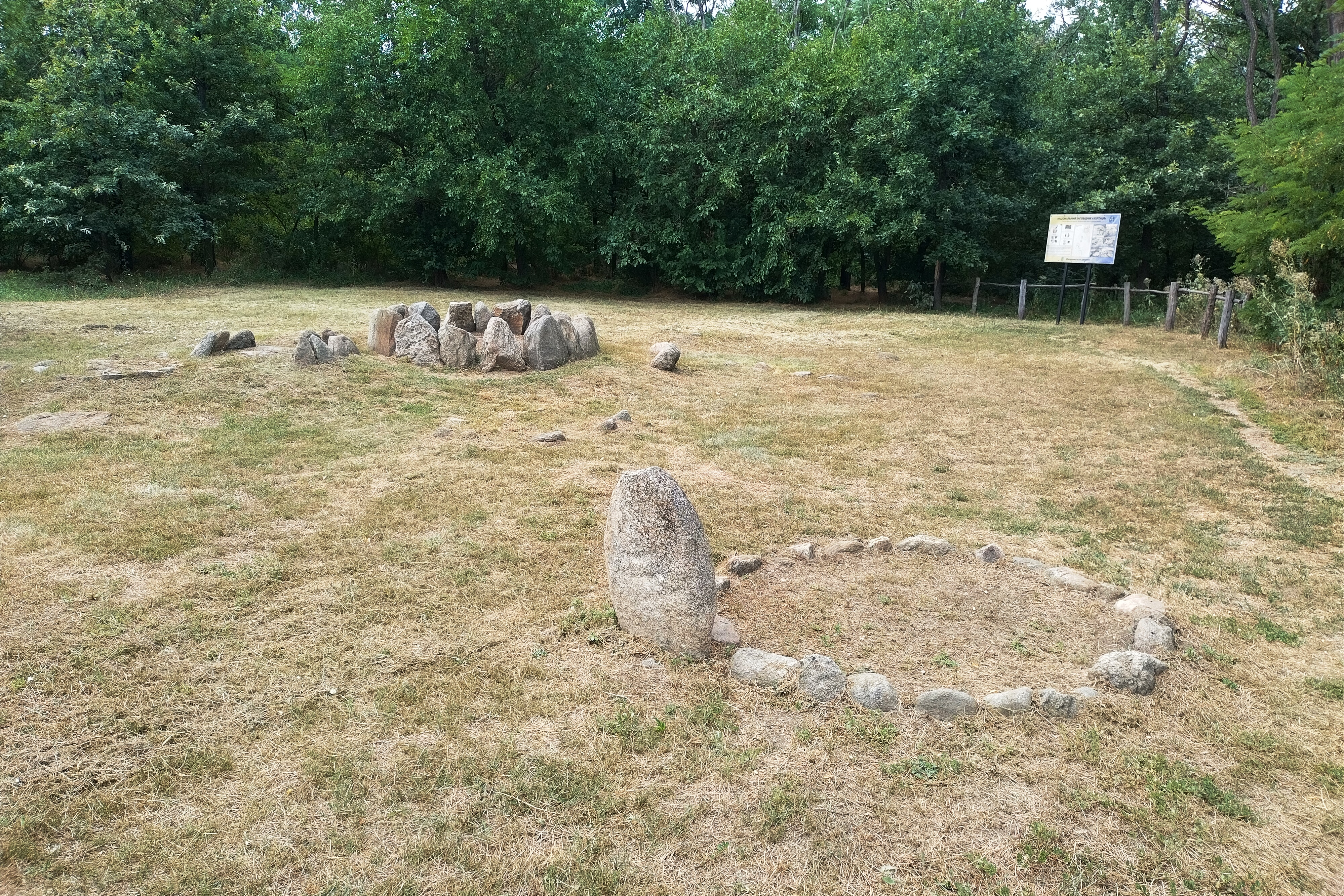
エネオリト期のクロムレフ複合体（復元）
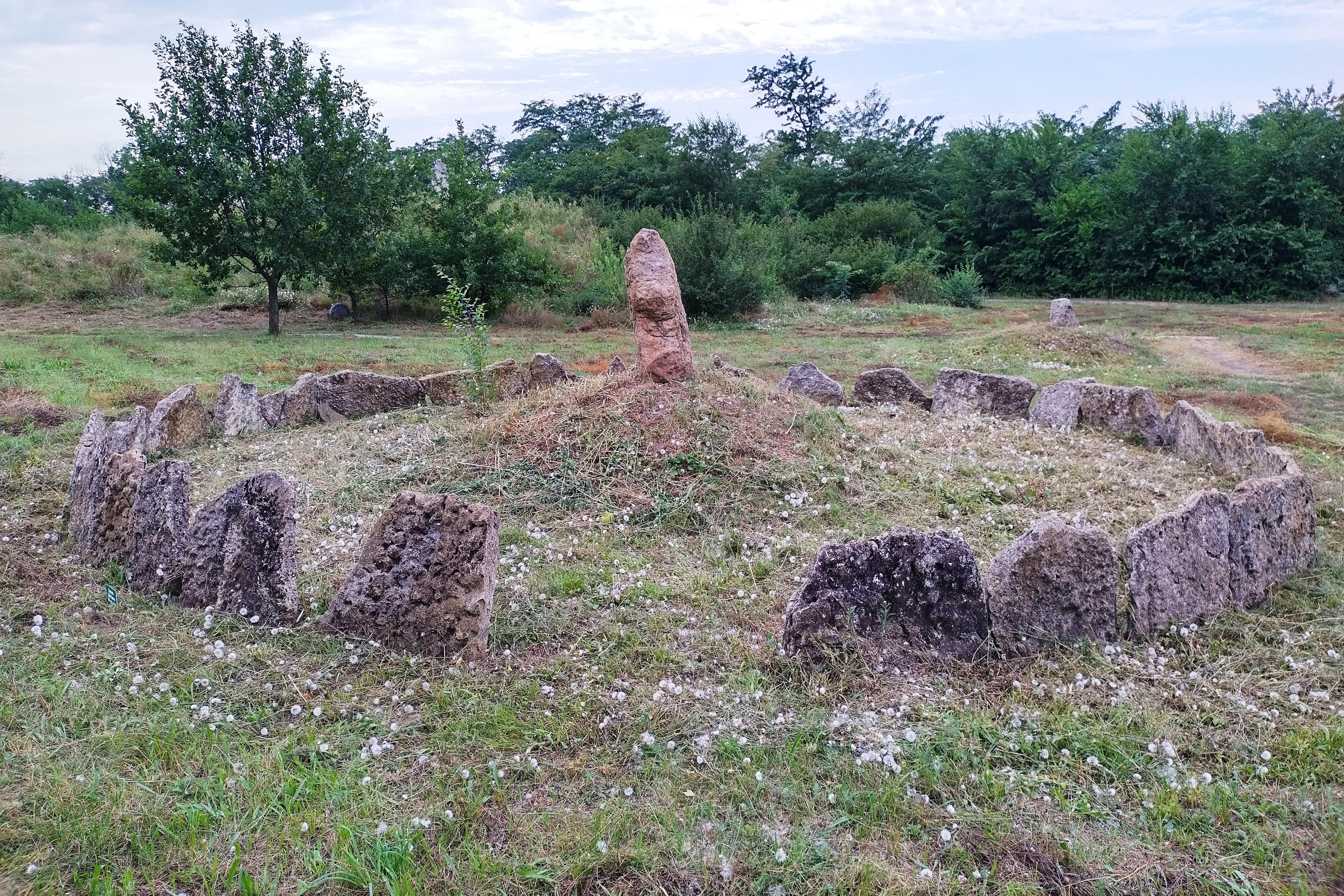
「スキタイの陣営」記念観光複合体のクロムレフ
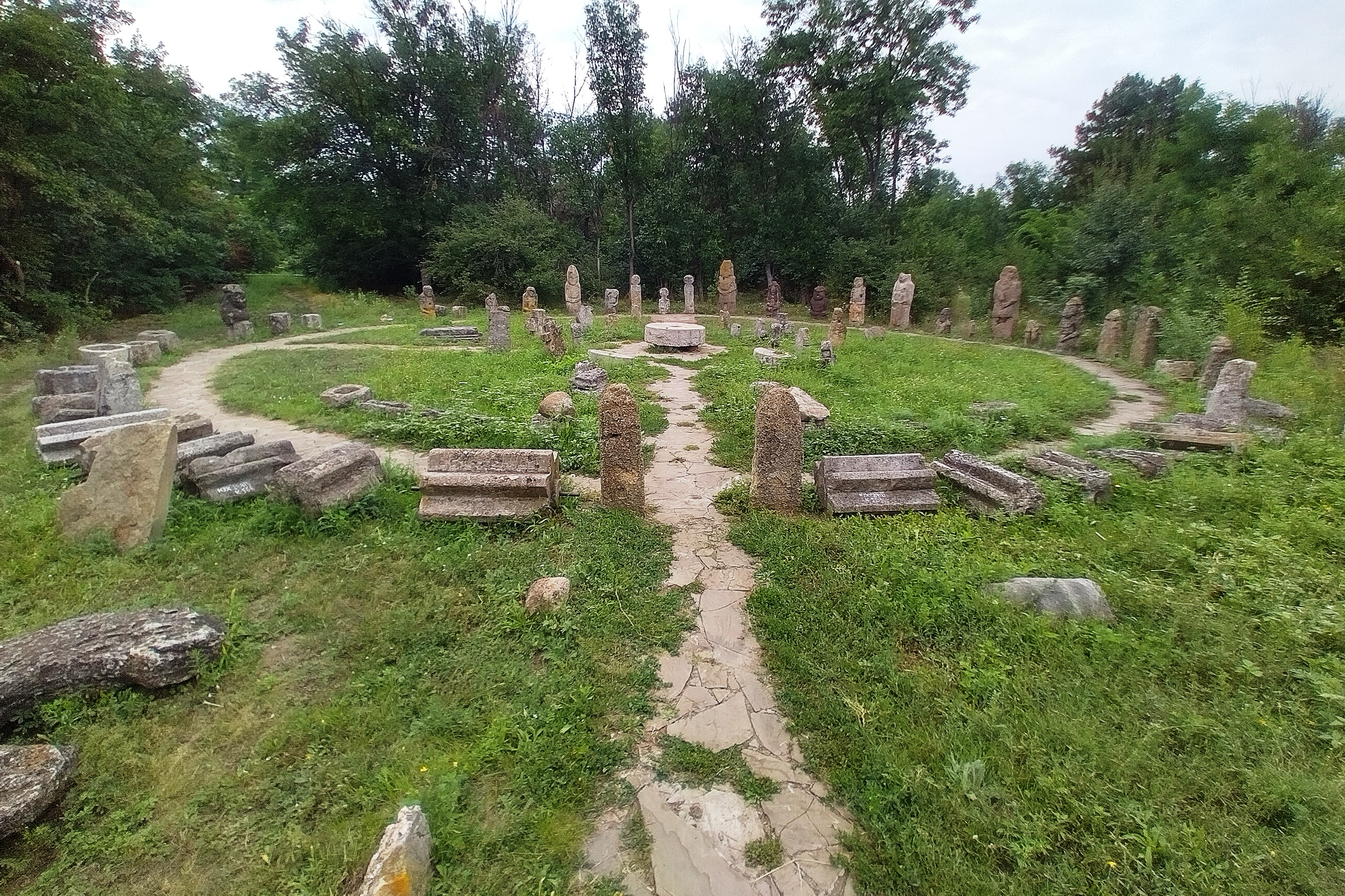
ラピダリウム